# Трутнови
Трутнови (пол. Trutnowy, нім. Trutenau) — село в Польщі, у гміні Цедри-Великі Ґданського повіту Поморського воєводства.
Населення — 665 осіб (2021).
У 1975-1998 роках село належало до Гданського воєводства.

## Демографія
Демографічна структура станом на 2021 рік:
|          | Загалом | Допрацездатний вік | Працездатний вік | Постпрацездатний вік |
| -------- | ------- | ------------------ | ---------------- | -------------------- |
| Чоловіки | 322     | 59                 | 223              | 40                   |
| Жінки    | 343     | 59                 | 201              | 83                   |
| Разом    | 665     | 118                | 424              | 123                  |